# Claude Bergeaud
Claude Bergeaud, (nacido el 3 de abril de 1960 en Artigat, Francia) es un entrenador de baloncesto francés. Como seleccionador fue medalla de bronce con Francia en el Eurobasket de Serbia 2005.

## Trayectoria entrenador
- Pau-Orthez (1996-1997) (aydte)
- Pau-Orthez (1997-2002)
- Francia (2003-2007)
- ASVEL Lyon-Villeurbanne (2005-2006)
- Burdeos (2011-2012)
- Pau-Orthez (2012-)